# Amamipenthes
Amamipenthes là một chi bọ cánh cứng trong họ 
Elateridae.
Chi này được miêu tả khoa học năm 1973 bởi Kishii.

## Các loài
Các loài trong chi này gồm:
- Amamipenthes formosensis Kishii, 1991
- Amamipenthes gardneri Schimmel, 2004
- Amamipenthes harmandi Schimmel, 2004
- Amamipenthes matabai Kishii, 1973